# Band AKA
Band AKA è stato un gruppo musicale americano attivo negli anni 80 che aveva Jaeson James Jarrett come produttore e punto di riferimento.
Nel tempo gli altri membri sono stati Kenneth Allen, Michael Fitzhugh, Wayne King Pulliam, Andrew Piesak, Jimmy Carter e Booker Medlock.  
Il gruppo è noto per i brani Grace del 1981 e Joy del 1983.

## Discografia

### Album in studio
- 1981 - The Band AKA (PPL Records)
- 1983 - Men of the Music (Epic Records)
- 1987 - Master of the Game (Bouvier Records)
- 2005 - Ghosts (PPL Records)

### Singoli
- 1981 - Steppin Out/New Beginning
- 1981 - When You Believe in Love
- 1981 - Grace
- 1981 - H.O.T. for the B.O.D.
- 1982 - Funkdown
- 1983 - If You Want to Know
- 1983 - Joy
- 1983 - Work Me All Over
- 1984 - You and I
- 1985 - Ethiopia